# Кёк-Таш (Ала-Букинский район)
Кёк-Таш (кирг. Көк-Таш) — село в Ала-Букинском районе Джалал-Абадской области Кыргызстана. Административный центр Кёк-Ташского айылного аймака.

## География
Село расположено в юго-западной части области, на левом берегу реки Гавасай, вблизи государственной границы с Узбекистаном, на расстоянии приблизительно 44 километров (по прямой) к юго-западу от села Ала-Бука, административного центра района. Абсолютная высота — 1260 метров над уровнем моря.

## Население
Согласно оценочным данным Национального статистического комитета Кыргызской Республики, численность населения села на начало 2023 года составляла 561 человек.
| год     | 2009 | 2014 | 2015 | 2020 | 2021 | 2023 |
| ------- | ---- | ---- | ---- | ---- | ---- | ---- |
| человек | 482  | 528  | 629  | 629  | 620  | 561  |